# Francis Van Loon
Franciscus Joannes baron Van Loon (Essen, 5 juli 1949) is een Belgisch socioloog en emeritus hoogleraar. Hij was van 2003 tot 2008 de eerste rector van de Universiteit Antwerpen. 

## Biografie
Francis Van Loon studeerde sociale wetenschappen aan de Rijksuniversiteit Gent, waar hij doctoreerde in 1976. Hij studeerde ook aan de Emory-universiteit in Atlanta, U.S.A. In 1987 werd hij hoogleraar aan de Universitaire Faculteiten Sint-Ignatius Antwerpen (UFSIA), waar hij ook decaan van de faculteit Politieke en Sociale Wetenschappen was. In 2000 werd hij rector van de Confederale Universiteit Antwerpen en voorzitter van het Gemeenschappelijk Bureau van de Confederale Universiteit Antwerpen, dat uit de UfSIA, het Rijksuniversitair Centrum Antwerpen en de Universitaire Instelling Antwerpen bestond. In 2003 werd hij de eerste rector van de ééngemaakte Universiteit Antwerpen. Als rector heeft hij zich vooral ingezet voor het welslagen van die éénmaking en alle probIemen die een fusieproces met zich meebrengt. Verder was hij een vurig pleitbezorger voor de universitaire sport op regionaal en internationaal niveau. In 2008 volgde Alain Verschoren hem op.
Van 2001 tot 2003 was hij voorzitter van de Vlaamse Interuniversitaire Raad (VLIR). Hij was ook voorzitter van het Fonds voor Wetenschappelijk Onderzoek - Vlaanderen.

### Onderscheidingen
- België: 2008: persoonlijke titel van baron, door Koning Albert II.
- België: 2016: Grootofficier in de Leopoldsorde.
- 2007: eredoctoraat van de Universidad Ricardo Palma, Lima, Peru.
- 2015: ereburger van Essen.[1]